# Georgi Michailowitsch Popow
Georgi Michailowitsch Popow (russisch Георгий Михайлович Попов) (* 2.jul. / 15. September 1906greg. in Moskau; † 4. Januar 1968 ebenda) war ein sowjetischer Politiker der KPdSU, der unter anderem von 1945 bis 1949 Erster Sekretär des Parteikomitees von Moskau, zwischen 1949 und 1951 Minister für Stadtentwicklung, 1951 Minister für Landmaschinenbau sowie von 1953 bis 1954 Botschafter in der Volksrepublik Polen war.

## Leben

### Parteichef von Moskau und ZK-Sekretär
Popow, der von 1919 bis 1920 Sekretär der Komsomol in Tambowskoje, besuchte zwischen 1921 und 1922 die dortige Fachschule für Elektronik und war später von 1925 bis 1928 Instrukteur der Komsomol in Nabereschnyje Tschelny sowie Sekretär der Komsomol in einer Textilfabrik in der Tatarischen ASSR. Er trat 1926 der KPdSU als Mitglied bei und war zwischen 1928 und 1938 als Instrukteur, Abteilungsleiter und Direktor in verschiedenen Fabriken tätig. Er absolvierte daneben zwischen 1935 und 1938 ein Maschinenbaustudium an der Moskau Industrieakademie und wurde danach im Juli 1938 Instrukteur in der Abteilung des Zentralkomitees (ZK) für Parteiorgane, ehe er zwischen November 1938 und 1945 Zweiter Sekretär des Parteikomitees von Moskau war.
Nachdem er auf dem XVIII. Parteitag der KPdSU vom 10. bis 21. März 1939 Kandidat des ZK wurde, gehörte er zwischen 1941 und 1952 dem ZK der KPdSU als Mitglied an. Nach Beginn des Deutsch-Sowjetischen Krieges 1941 wurde er außerdem Mitglied des Militärrates der Frontreserve der Roten Armee. Daneben fungierte er zwischen dem 7. Dezember 1944 und Januar 1950 als Vorsitzender des Exekutivkomitees des Stadtsowjets von Moskau und wurde nach dem Tod von Alexander Schtscherbakow am 10. Mai 1945 auch dessen Nachfolger als Erster Sekretär des Parteikomitees von Moskau. In dieser Funktion verblieb er bis zu seiner Ablösung durch Iwan Rumjantschew 1949 und förderte während dieser Zeit insbesondere Jekaterina Furzewa. 1946 wurde er zudem auch Deputierter des Obersten Sowjets der UdSSR, dem er bis zum Ende der zweiten Legislaturperiode 1950 angehörte.
Zugleich war er zwischen 1946 und 1952 auch Mitglied des Organisationsbüros des ZK der KPdSU und fungierte zwischen 1946 und 1949 als ZK-Sekretär. In dieser Funktion war er auch Vorsitzender der Regierungskommission zur Vorbereitung der 800-Jahr-Feier zur Gründung Moskaus 1947, verlor aber Ende der 1940er Jahre zunehmend an Einfluss.

### Minister und Botschafter
Am 31. Dezember 1949 erfolgte Popows Ernennung als Nachfolger von Konstantin Sokolow zum Minister für Stadtentwicklung. Dieses Amt bekleidete er bis zur Auflösung des Ministeriums am 31. März 1951. Ferner übernahm er am 14. März 1951 von Pjotr Goremykin das Amt des Ministers für Landmaschinenbau, welches er bis zu seiner Ablösung durch Sergej Stepanow am 31. Dezember 1951 bekleidete. Nach seinem Ausscheiden aus dem Ministerrat verlor er weiter an Einfluss und bekleidete zwischen 1951 und 1953 die Funktion als Direktor der Flugzeugfabrik „Michail Wassiljewitsch Frunse“ in Kuibyschew.
Auf dem XIX. Parteitag der KPdSU, der vom 5. bis 14. Oktober 1952 stattfand, verlor Popow seine Mitgliedschaft im ZK und wurde stattdessen wieder Kandidat des ZK und behielt diese Funktion auf dem XX. Parteitag der KPdSU vom 14. bis 25. Februar 1956.
Im März 1953 erfolgte seine Ernennung zum außerordentlichen und bevollmächtigten Botschafter in der Volksrepublik Polen und damit zum Nachfolger von Arkadij Sobolew. Er verblieb auf diesem diplomatischen Posten bis zu seiner Ablösung durch Nikolai Michailow im März 1954. Er wurde vom Botschafterposten entbunden, nachdem er wegen der Einmischung in Angelegenheiten der Polnischen Vereinigten Arbeiterpartei kritisiert wurde und damit gegen die Statuten der KPdSU verstieß.
Nach seiner Rückkehr in die Sowjetunion war Popow, der drei Mal mit dem Leninorden sowie mit dem Orden des Roten Banners der Arbeit ausgezeichnet wurde, wieder für eine Flugzeugfabrik tätig, ehe er 1959 Direktor einer Fabrik in Wladimir wurde und 1965 in den Ruhestand ging. Nach seinem Tod wurde er auf dem Moskauer Nowodewitschi-Friedhof beigesetzt.